# Licousy
Licousy jsou vousy, které rostou na lících. Úprava vousů silně podléhá módě. Od poloviny 20. století se nosí nenápadné, přistřihované kotlety (z franc. côtelette, od côte, strana, bok), ale zejména v 19. století mívali na tvářích někteří muži i tzv. „křečky“. Bujný chomáč vousů na tvářích mohl přecházet přímo do plnovousu (brady), anebo i do knírů. 
Vyložené licousy nosil např. František Palacký. Za Rakouska-Uherska byly populární licousy v kombinaci s knírem, tak jak je nosil císař František Josef I. (něm. Kaiserbart). Anglický název sideburns se snad odvozuje od jména amerického generála z občanské války A. Burnside.

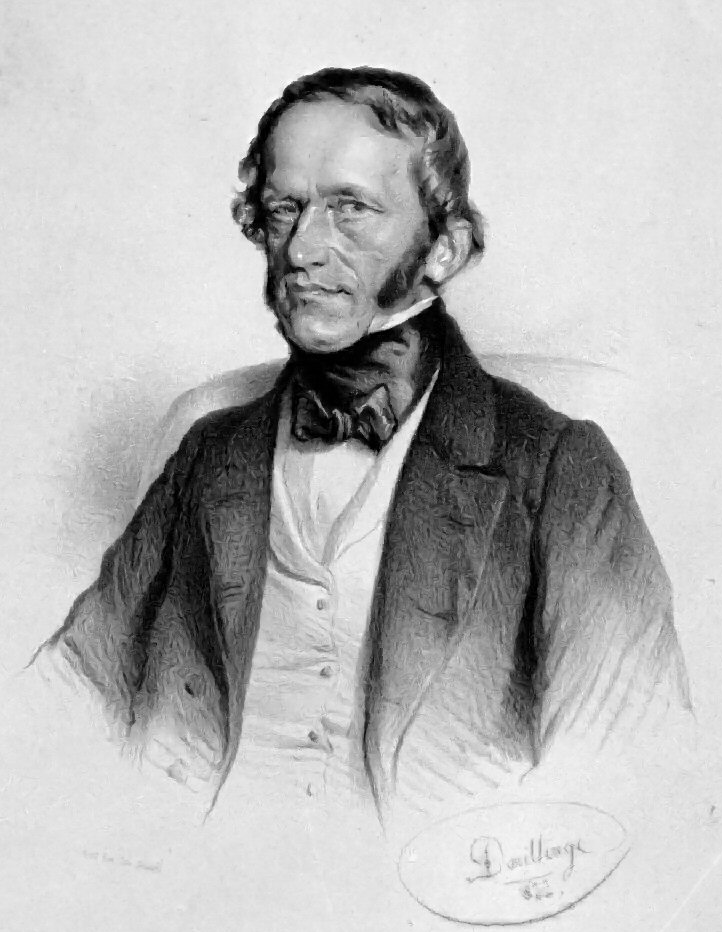
František Palacký
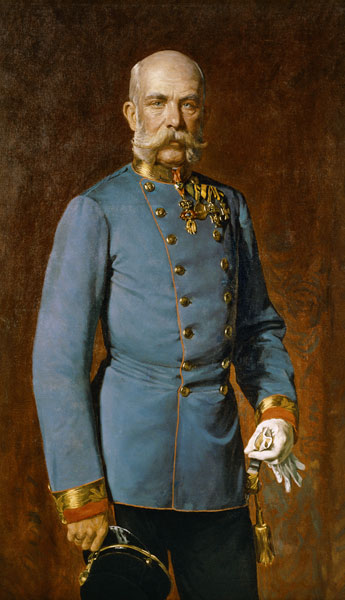
František Josef I.
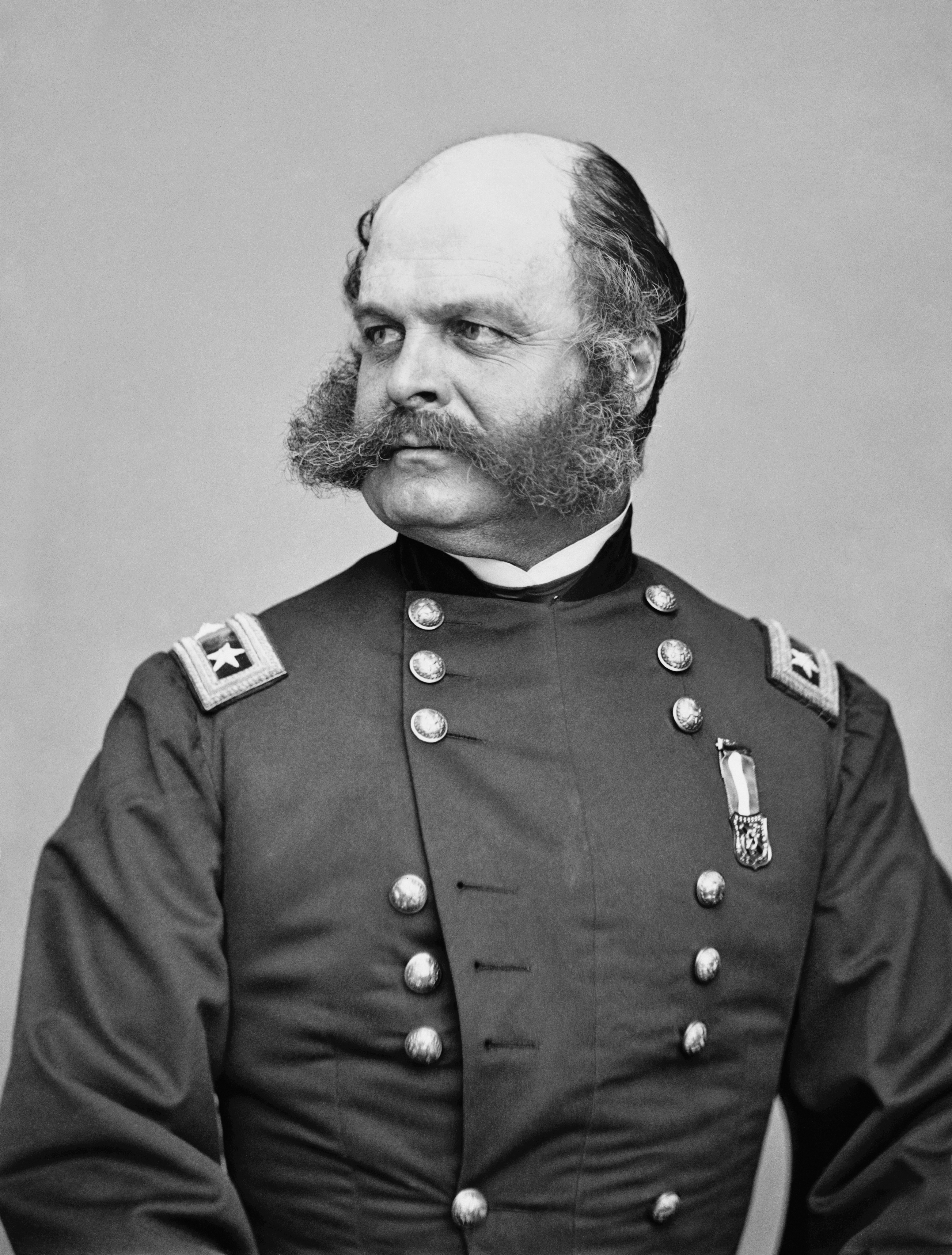
Ambrose Burnside
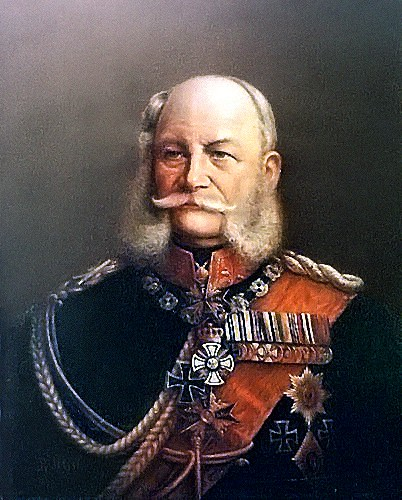
Císař Vilém I. Pruský